# نظریه اجتماعی و ساختار اجتماعی
نظریه اجتماعی و ساختار اجتماعی (به انگلیسی: Social Theory and Social Structure) یا (STSS) یا (ناسا) کتابی است مهم در جامعه‌شناسی که توسط رابرت کی. مرتن (۴ ژوئیه ۱۹۱۰–۲۳ فوریه ۲۰۰۳) جامعه‌شناس آمریکایی نوشته شده‌است. این کتاب به حدود ۲۰ زبان ترجمه شده‌است و یکی از متون پر استناد در علوم اجتماعی است. نخستین بار در سال ۱۹۴۹ منتشر شد، اگرچه اغلب به نسخه‌های تجدیدنظرشده ۱۹۵۷ و ۱۹۶۸ استناد می‌شود. در سال ۱۹۹۸ انجمن بین‌المللی جامعه‌شناسی این اثر را به عنوان سومین کتاب مهم جامعه‌شناسی قرن بیستم فهرست کرد.

## محتوا
در این کتاب بسیاری از مفاهیم مهم جامعه‌شناسی معرفی شده‌است: کارکردهای آشکار و پنهان و کژکارکردها، محو شدن با ترکیب، گروه مرجع، پیشگویی خودشکوفا،  نظریه برد متوسط و غیره…

## پیوندهای به بیرون
- Extracts